# 斯蒂夫·古根伯格
斯蒂夫·古根伯格（英語：Steven Robert "Steve" Guttenberg，1958年8月24日—）是美國的一位演員、作家、商人、製作人和導演。他在1980年代出演電視劇警察學校之後成名，此後又出演了多部電影。他是一個猶太人。